# Matthieu Zell
Pour les articles homonymes, voir Zell.
Matthieu Zell (ou  Matthäus, Mathias) , né le 21 septembre 1477 à Kaysersberg (auj. Haut-Rhin) et mort le 8 janvier 1548 à Strasbourg, est un pasteur,  réformateur et théologien luthérien alsacien, actif à Strasbourg de 1518 à sa mort.

## Biographie

### Jeunesse et formation
Étant le fils d'un vigneron aisé, Matthieu Zell put partir faire ses études à Erfurt (1494), puis à Ingolstadt (1495). Rêvant d'une vie plus aventureuse, il commence ensuite à voyager. À l’époque où Maximilien Ier fit la guerre aux Suisses, il décide de prendre les armes et il resta quelque temps en garnison à Waldshut, sur les bords du Rhin. Cependant, il se lasse vite de l'armée et il reprend alors ses études, cette fois-ci à Fribourg-en-Brisgau. Il y reste de 1502 à 1518. Il est tout d'abord fait maître ès arts le 31 décembre 1504, en même temps que Jacques Sturm, puis il poursuit des études en théologie, devenant bachelier biblique, puis bachelier sentencier.  Durant cette période, il rencontre non seulement Jacques Sturm, mais également Wolfgang Capiton, Jean Faber et Jean Eck. Il nommé recteur de l'Université en 1517. Toutefois, désireux de se tourner vers la pratique qu'il préfère aux notions abstraites, il quitte cette fonction au bout de quelques mois.
En 1518, il est nommé en tant que curé pléban de la chapelle Saint-Laurent par le Grand Chœur de la cathédrale de Strasbourg. Il devient également le pénitencier de l’évêque Guillaume de Honstein, c'est-à-dire qu'il est chargé de donner l'absolution dans les cas réservés à l’évêque. En 1521, il est le premier à Strasbourg à prêcher dans la lignée des idées de Martin Luther.

### Le premier Réformateur de Strasbourg
Malgré la publication de l'édit de Worms, il continue à prêcher publiquement la nouvelle doctrine à la cathédrale. Malgré la colère de l'évêque, le chapitre sembla tout d'abord indifférent à la question, bien qu'il n'aime pas le pléban, tout simplement parce qu'il était heureux de contrecarrer l'évêque. Le peuple le surnomme alors « Meister Mathis » (« Maître Mathis »). Il jouit d'une grande popularité : 3 000 personnes viennent l’écouter. On veut alors qu'il prêche en haut de la chaire de la cathédrale même et plus seulement dans sa chapelle, devenue bien trop petite pour accueillir les fidèles. Cependant, la chaire, conçue par Hans Hammer en 1485 pour Jean Geiler de Kaysersberg lui est interdite d'accès et les chanoines de la cathédrale ont fait installer une grille cadenassée. Zell se fait alors construire une chaire portative en bois, qu'il installe au milieu de la cathédrale. 
Ses prêches le conduisent tout de même à être cité devant le vicaire épiscopal  en 1522. Il est alors mis en accusation au nom de vingt-quatre motifs, rédigés sous forme d'articles. Ces articles nous renseignent par ailleurs sur les sermons de Zell, dont on n’a gardé aucune trace. Jusqu’en mars 1523, son cas oppose les différentes instances dont il dépendait. Le Magistrat le prend finalement sous sa protection, faisant comprendre à l'évêque Guillaume de Honstein qu’il protégeait « tous ceux qui prêcheraient l’évangile en vérité ». Lorsque celui-ci envoie une seconde missive, le magistrat rétorque à l'évêque que la priorité est l’apaisement des esprits et que Zell doit garder sa fonction. L’évêque cède alors et autorise Zell à rester encore un an en fonction.

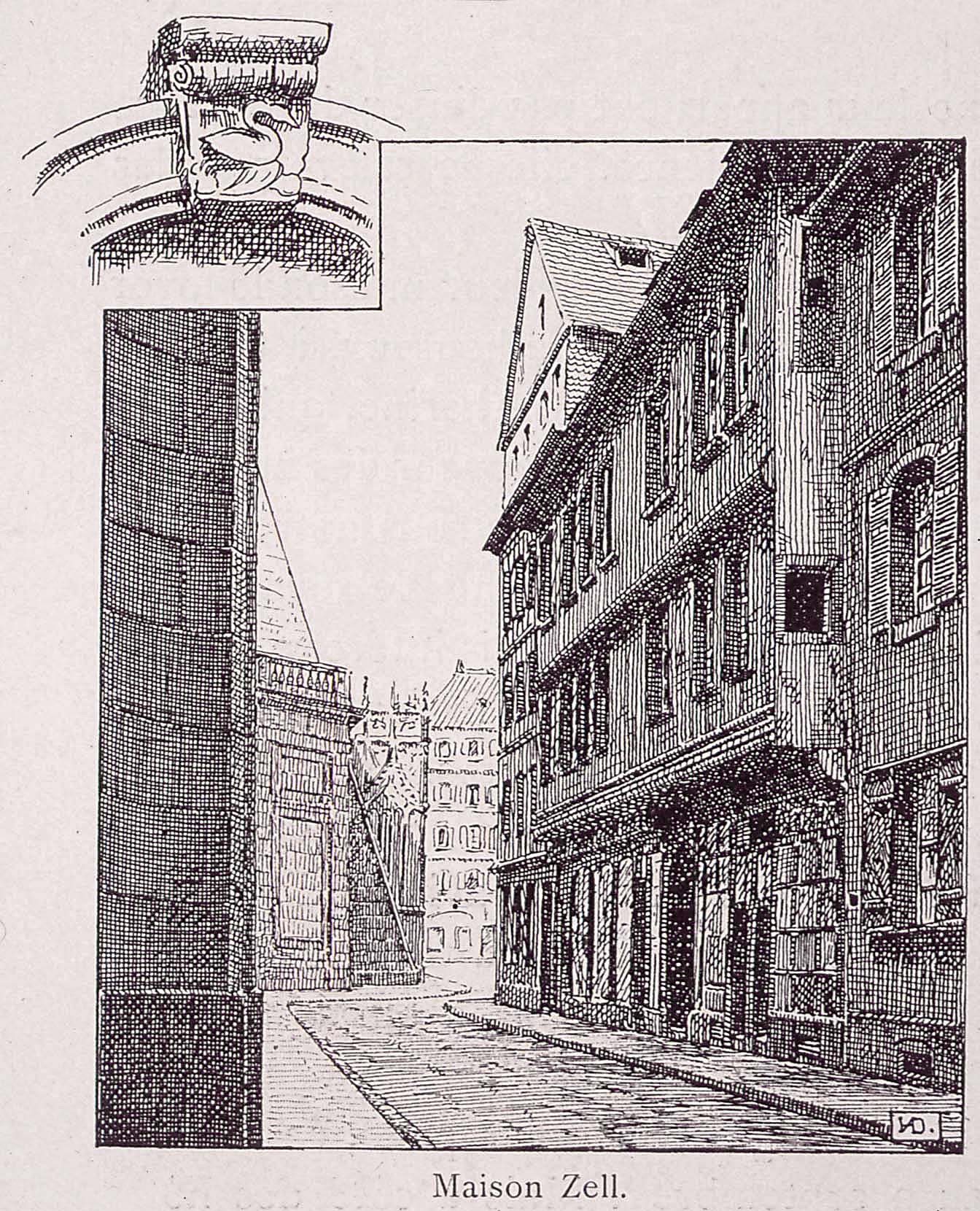
Résidence de Mathieu et Catherine Zell, 3 rue des Frères, face au grand séminaire à Strasbourg.

En 1523, il publie une Apologie chrétienne (Christliche Verantwortung) dans laquelle il se justifie et expose ses convictions. Il y prône l’amour et la liberté du chrétien face au comportement du clergé. Il s'agit du premier ouvrage réformateur écrit à Strasbourg. 
Lorsque Martin Bucer arrive à Strasbourg en mai 1523, excommunié et sans le sou, il demande de l’aide à Zell, qui l’héberge en partie. Sur son conseil, Bucer commence à donner des études bibliques privées en latin. Zell l’aide également à s’installer et à enseigner à un public de plus en plus large. Ce sont les débuts d'une grande collaboration, qui dura jusqu'au décès de Zell. Le courage de ce dernier influença également son ami Capiton, nouvellement installé dans la cité.
Le 9 novembre 1523, Matthieu Zell célèbre démonstrativement le mariage d'Antoine Firn, pléban de Saint-Thomas. Il demande  plus tard à Bucer de bénir son propre mariage, alors qu'il épouse Catherine Schutz le 3 décembre de la même année. Il est ainsi l'un des tout premiers prêtres mariés à Strasbourg. Cependant, il dut s'en justifier par une « appellation », de même que six autres prêtres mariés, devant l’évêque qui les avait excommuniés le 14 mars 1524. 
En 1526, il publie avec Capiton une apologie pour se défendre contre le reproche d’avoir favorisé la révolte des paysans. En 1529, il peut enfin utiliser la chaire de la cathédrale.

### Le déclin de Zell
En juin 1523, Bucer présentait Zell à Zwingli comme « l’apôtre de cette ville ». Dix ans plus tard, au lendemain du Synode du 3 juin 1533 qui a présidé l’organisation de l’Église nouvelle et de la Confession tétrapolitaine, Bucer est, selon Hédion, « l’évêque de notre église ». Le protecteur a donc été dépassé par le protégé. 
Progressivement, Zell s'est effectivement détaché des grands débats théologiques, cédant le devant de la scène à Bucer. Sans aigreur ni jalousie apparentes, il préfère nettement se consacrer à son ministère pastoral. Bucer aurait voulu qu’il s’investisse davantage à ses côtés (et moins du côté des bonnes œuvres, comme il le faisait souvent avec sa femme). Lors du Synode, à peine l’examen des articles de foi commencé (on était alors au cinquième article), Zell pria l’assemblée de bien vouloir l’excuser. Il déclara qu'il avait lu tous les articles et les approuvait, mais il devait à présent aller prêcher. Cette anecdote est révélatrice du peu d'intérêt qu'il éprouvait envers les conditions théologiques de l'unité de l'Église. 
En 1538, il se rend tout de même avec son épouse Catherine à Wittemberg, afin d'y rencontrer Luther.
Il meurt le 9 janvier 1548, à 70 ans. Il est enterré lors d'une grande cérémonie, au cimetière Saint-Urbain. Ce fut Bucer qui prononça l'oraison funèbre sur sa tombe tandis que Catherine prononçait également quelques mots. Prêchant jusqu'à la fin de sa vie à l'intérieur de la cathédrale, il ne connut pas l'Intérim, qui fut déclaré quelques mois plus tard.

## La pensée et la personnalité de Zell
Matthieu Zell était populaire par sa prédication simple et directe, mais dont certains stigmatisaient la longueur et le manque de modération. Son vicaire disait qu’il se montrait trop aisément prêt à bénir n’importe quel mariage.
Il était très tolérant, influencé par sa femme aux dires de certains de ses contemporains. Zell faisait bon accueil aux irréguliers, aux schismatiques, aux spiritualistes, pourvu qu’ils se présentassent avec de suffisantes apparences de dévotion. Il hébergea par exemple Schwenckfeld, avec lequel il se lia d'amitié, tout comme Catherine. 
Il faut relativiser toutefois l’image d’un Zell bonhomme et tolérant influencé par son épouse. En effet, Zell, de concert avec ses collègues, pressait souvent le Magistrat d’imposer à l’ensemble de la population une stricte discipline des mœurs et de légiférer en faveur d’une pratique religieuse plus intense. Il a également cautionné le durcissement de la Réforme, malgré son faible investissement dans les débats. Le vicaire de Saint-Pierre-le-Vieux lui reprochait d'ailleurs de refuser tout dispute au sujet du baptême, du livre arbitre et de la Parole extérieure.
Zell souhaitait que, avant d’admettre un fidèle à la communion, il fallait avoir un entretien particulier avec lui. Il était également opposé à la présence de parrains et de marraines lors du baptême, contrairement à Bucer.
Il a publié deux catéchismes : Frag und  Antwort (1535) et Gekürtz Fragebüchlein (1537). Il participa également  à un catéchisme collectif : Der Kürtzer Catechismus (1537) Mais ces textes ne se maintinrent pas dans la catéchèse au-delà de 1550.